# Fjodor Keller

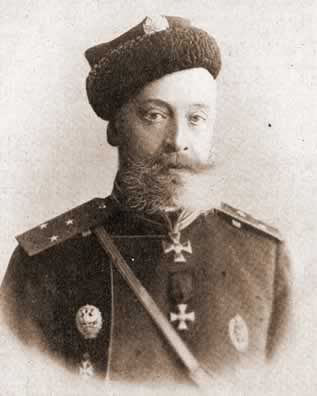
Fjodor Keller

Graaf Fjodor Edoeardovitsj Keller (Russisch: Фёдор Эдуардович Келлер), (Moskou, 1850 - Motienpas, Provincie Liaoning, 31 juli 1904) was een Russisch generaal die sneuvelde in de Russisch-Japanse Oorlog.

## Beginjaren
Fjodor Keller stamde van een adellijke familie met wortels in Oostenrijk en Frankrijk. Hij studeerde in 1866 af aan het Pagekorps, een militaire school voor aristocraten. Hij ging bij het eerste cavalerieregiment van het Russisch Leger. In 1876 studeerde hij als kapitein af aan de academie van de generale staf.

## Oorlog met de Ottomanen
Hij nam meteen als vrijwilliger dienst bij het Servische Leger om te vechten in de Servisch-Ottomaanse Oorlog. In september werd hij lid van de staf van generaal-majoor Michail Tsjernjajev als aide-de-camp van de tsarevitsj en latere tsaar Alexander III van Rusland en van veldmaarschalk prins Aleksandr Barjatinski, die allebei in Servië vochten met het Russisch vrijwilligersleger.
Het Ottomaanse Rijk versloeg de Serviërs, waarna de Russisch-Turkse Oorlog van 1877 – 1878 volgde. Keller was daarin eerst stafchef van de Bulgaarse militie en nadien stafchef van generaal-majoor Michail Skobelev, die de gewonde kolonel Aleksej Koeropatkin verving. Na de oorlog werd Keller als kolonel naar Constantinopel gezonden om over de grenzen van het koninkrijk Bulgarije te onderhandelen.
Bij zijn terugkeer in Rusland in 1882 kreeg Keller het bevel over 4e bataljon lijfwachten van de Russische Keizerlijke Garde. In 1890 werd hij generaal-majoor en in 1893 benoemde tsaar Aleksander III hem tot directeur van het Pagekorps. In 1900 werd hij als luitenant-generaal gouverneur van Jekaterinoslav.

## Dood bij de Motienpas
Bij uitbraak van de Russisch-Japanse Oorlog in 1904 was Keller een van de weinige opperofficieren die zich aanmeldde om een gevechtseenheid te leiden. De minister van oorlog, generaal Aleksej Koeropatkin nam Keller op in zijn staf als inlichtingenofficier in Mantsjoerije. Na de Russische nederlaag in de Slag aan de Yalu op 1 mei in 1904 verving Koeropatkin luitenant-generaal Zassulitsj door Keller als bevelhebber over het oosters detachement van het 2e Siberisch korps.
Keller liet het oosters detachement honderden kilometers marcheren, maar het vocht vooraleerst nog niet. Op 26 mei 1904 ontruimde Keller de sterke verdedigingsstelling van de Motienpas. In de twee maanden daarna volgden kleinere gevechten.
Op 31 juli 1904 nam Keller een sterke verdedigingsstelling in ten noorden van de Motienpas om de Japanse opmars naar Liaoyang te stuiten. De Japanse 2e divisie en de Japanse Keizerlijke Garde vielen heel de dag aan, maar konden de Russische verdediging niet doorbreken. In de late namiddag zagen de Japanners tot hun verbazing, dat de Russen zich terugtrokken. 's Avonds vernamen de Japanners van Chinese burgers, dat Keller om 14 uur door Japans artillerievuur gedood was.